# Anillo de Barahir
El Anillo de Barahir es un anillo ficticio del legendarium de J. R. R. Tolkien. Era, originariamente, el anillo del rey elfo Finrod Felagund. Tenía el emblema de la Casa de Finarfin: dos serpientes con ojos de esmeralda, con una guirnalda de flores de oro, que una de ellas sostenía y la otra devoraba. Finrod se lo obsequió a Barahir, un hombre aliado de los elfos, en agradecimiento por la ayuda prestada en la guerra, y como prenda de un juramento de ayuda en cualquier necesidad. Este juramento Finrod lo había previsto mucho antes, en una conversación con su hermana Galadriel. En esa ocasión, Finrod dijo que él tenía que permanecer libre y sin ataduras (razón por la cual no tomó compañera ni tuvo familia, aunque había amado a Amarië de los Vanyar, quien no lo acompañó al exilio), pues también él haría un juramento, que lo llevaría a las sombras (se refería al futuro cumplimiento del juramento, cuando accedió a ayudar a Beren, el hijo de Barahir, lo cual lo llevó a las mazmorras de Sauron en Tol-in-Gaurhoth, donde murió); y nada perduraría en su reino que un hijo pudiera heredar (se refería a la futura destrucción de Nargothrond hecha por Glaurung y los Orcos).
Barahir lo usó hasta su muerte a manos de los Orcos en Dorthonion. Ellos le cortaron la mano con el anillo, como trofeo. Al llegar Beren demasiado tarde, persiguió a los orcos hasta matarlos, y les quitó el anillo de su padre. Posteriormente, se lo mostró al rey Thingol cuando llegó a Doriath como prueba de su linaje y lealtad a la Casa de Finarfin.
El Anillo pasó de Beren a su hijo Dior, de él a Elwing y de ella a Elros. A partir de entonces fue en herencia por los reyes de Númenor. Tar-Elendil se lo entregó a su hija Silmariën y de ella pasó a los Señores de Andúnië hasta Elendil el Alto, que lo llevó al escapar de Númenor y así sobrevivió a su hundimiento. El Anillo fue luego patrimonio y heredad de la Casa de Isildur. Arvedui, último rey de Fornost, se lo dio al señor de los Lossoth como prenda, cuando huyó a la Bahía de Forochel, pues los Dúnedain pagarían luego un alto precio por él. De esta manera el anillo se salvó, pues el barco de Arvedui se hundiría en el mar poco después.
Durante el resto de la Tercera Edad, el anillo permaneció custodiado por Elrond en Rivendel, junto con los fragmentos de Narsil y el Cetro de Annúminas, las otras heredades de la Casa; en la época de decadencia de los Dúnedain, cuando se convirtieron en un pueblo errante.
Es de suponer que Elessar y su descendencia continuaron usándolo.
En la película de Peter Jackson, aunque no se menciona el nombre del anillo (en la versión extendida sí), se observa que el actor Viggo Mortensen (que interpreta a Aragorn) usa el Anillo de Barahir en el dedo índice de la mano izquierda. En algunas escenas aparece momentáneamente en la mano derecha, posiblemente por error o debido a la inversión del negativo de la imagen, tal vez para editar alguna escena de imagen generada por computadora.
- Datos: Q2472094